# Ketil Bjørnstad

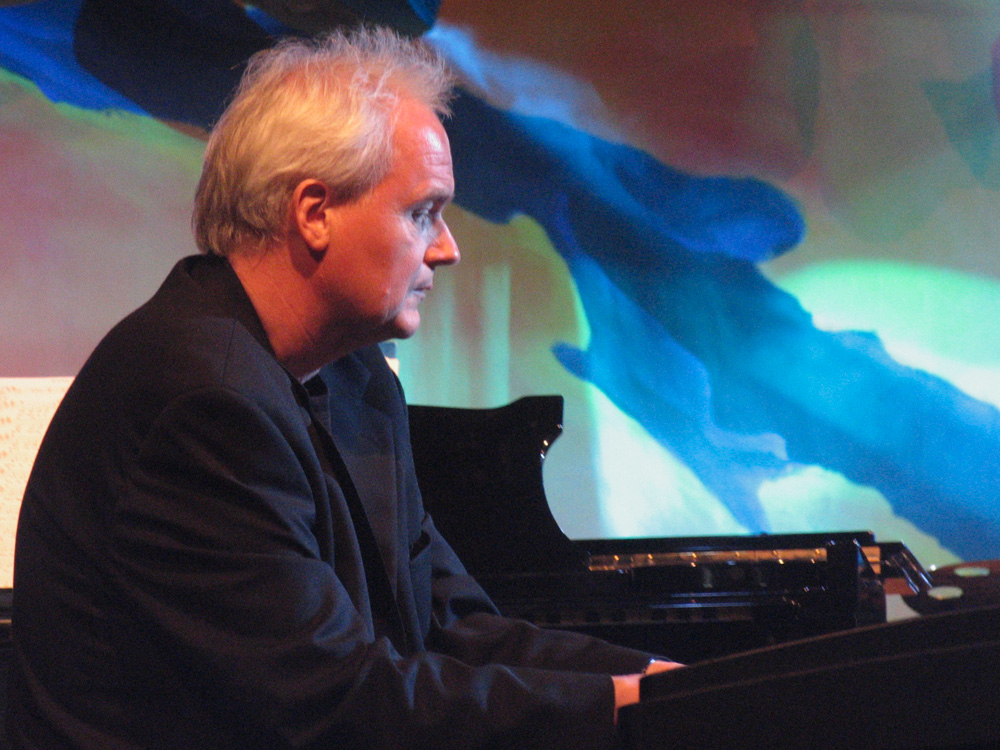
Ketil Bjørnstad in 2004

Ketil Bjørnstad (Oslo, 25 april 1952) is een Noors pianist en schrijver. 
Bjørnstad is opgeleid als pianist voor klassieke muziek in Oslo door Amelie Christie en Robert Riefling. Daarna studeerde hij in Londen en Parijs verder. Op veertienjarige leeftijd won het een muziekconcours in Oslo. In 1969 debuteerde hij bij het Oslo Filharmoniske Orkester met het derde pianoconcert van Béla Bartók. Na verloop van tijd en onder de indruk van In a Silent Way van Miles Davis richtte Bjørnstad zich meer op de jazz en heeft met vele Noorse jazzmusici opgetreden en muziekalbums opgenomen. Internationaal werd hij bekend toen hij voor ECM Records een aantal opnamen uitgaf onder de titels The Sea, met mede-Noor Terje Rypdal. Al zijn albums zijn uitgebracht op cd, maar zijn vroegere albums kwamen alleen in Noorwegen uit. Slechts enkele zijn op de Europese markt uitgegeven. Ze waren deels te bestellen bij Noorse internetwinkels, maar internet kwam te laat voor zijn vroege albums. Nog steeds varieert zijn output van klassiek, religieus, jazz tot popmuziek. Hij verzorgde ook filmmuziek.
Naast zijn uitgebreide discografie, schrijft Bjørnstad ook literaire werken. Ook hier is de hoofdbestemming de Noorse markt, maar met name in Duitsland heeft hij een grote schare fans.

## Discografie
- Åpning (Philips) (1973)
- Berget det blå (Philips) (1974)
- Tredje dag (Philips) (1975)
- Lise Madsen, Moses og de andre (met Ole Paus) (Philips) (1975)
- Finnes du noensteds ikveld (Phonogram) (1976)
- Selena (Philips) (1977)
- Musikk for en lang natt (met Sigmund Groven) (Philips) (1977)
- Leve Patagonia! (rockopera) (Philips) (1978)
- Svart piano (Philips) (1979)
- Tidevann (Philips) (1980)
- Och människor ser igen (voor Lill Lindfors) (1980)
- La elva leve! (KOLIBRI) (1980)
- 30-årskrigen (met Stavangerensemblet) (Philips) (1981)
- Engler i sneen (Philips) (1982)
- Bjørnstad / Paus / Hamsun (tekst: Knut Hamsun, dikt, 1859 - 1952) (HETE BLIKK / SLAGER) (1983)
- Aniara (rockopera) (met Lill Lindfors) (1983)
- Mine dager i Paris (HETE BLIKK / SLAGER) (1984)
- Preludes Vol. 1 (1984)
- Människors makt (voor Lill Lindfors) (tekst: Edith Södergran, 1892 - 1923) (1985)
- Natten (meth Sissel Ingri Andersen) (HETE BLIKK) (1985)
- Preludes Vol. 2 (1985)
- Three Ballets (Pianology / Ophelias arrival / Minota) (1986)
- Karen Mowat-suite (1988)
- The Shadow (met Randi Stene) (text: John Donne, 1562 - 1626) (KKV) (1990)
- Odyssey (KKV) (1990)
- Rift  (rockopera) (SLAGER) (1991)
- Messe for en såret jord (Mass for a Wounded Earth) (KKV) (1992)
- Løsrivelse (voor Kari Bremnes) (tekst: Edvard Munch, 1863 - 1944) (KKV) (1993)
- Water Stories (met David Darling) (ECM Records) (1993)
- For den som elsker (For Those Who Love) (met Frøydis Armand) (tekst: Stein Mehren, 1935\u2013) (KKV) (1994)
- Salomos høysang (voor Lill Lindfors & Tommy Nilsson) (tekst: the Bible) (KKV) (1995)
- Sanger fra en klode (voor Per Vollestad) (GRAPPA) (1995)
- The Sea (met David Darling, Terje Rypdal, Jon Christensen) (ECM Records) (1995)
- Haugtussa (voor Lynni Treekrem) (tekst: Arne Garborg, 1851\u20131924) (KKV) (1995)
- Davidsalmer (met Anders Wyller, tekst: the Bible) (KKV) (1995)
- The River (met David Darling) (ECM Records) (1996)
- Reisetid (SEPTEMBER) (1997)
- Ett liv (met Lill Lindfors, tekst: Edith Södergran, 1892 - 1923) (KKV) (1998)
- The Sea II (met David Darling, Terje Rypdal, Jon Christensen) (GRAPPA / ECM) (1998)
- The Rosenborg Tapes, Volume I—New Life (aka Nytt Liv) (TYLDEN & CO. / Philips / SEPTEMBER) (1998)
- The Rosenborg Tapes, Volume II—20 variations on the Prelude and Fugue in C-sharp minor by J. S. Bach (TYLDEN & CO. / SEPTEMBER) (1999)
- Himmelrand - Tusenårsoratoriet (tekst: Stein Mehren, 1935-) (BMG) (1999)
- Epigraphs (met David Darling) (ECM Records) (2000)
- Grace (Recorded live op Vossa Jazz, 2000) (tekst: John Donne, 1562-1626) (EMARCY) (2001)
- Before the Light (NOVEMBER) (2001)
- Old (Universal) (2001)
- Early Years (Universal) (2002)
- Kildens Bred
- New Life
- The Nest (met Anneli Drecker) tekst: Harte Crane, 1899-1932) (EMARCY) (2003)
- Profeten (met Terje Rypdal en Ole Paus) (tekst: Kahlil Gibran, 1883-1931) (ABC-MEDIA) (2003)
- Seafarer's Song (Universal jazz) (2004)
- Solskinnsdypet (met Kolbein Falkeid) (tekst: Kolbein Falkeid) (KKV) (2004)
- Floating (EMARCY) (2006)
- Rainbow Sessions (Universal jazz) (2006)
- Devotions (Universal jazz) (2007)
- S@motność w Sieci (2007)
- Life in Leipzig (ECM Records) (2008)
- The Light: Songs of Love and Fear (met Randi Stene en Lars Anders Tomter) (ECM Records) (2008)
- Remembrance (ECM Records) (2010)
- Hvalenes sang (2010)
- Night Song met Svante Henryson (ECM Records) (2011)
- Vinding's music (ECM Records) (2012)
- La notte (ECM Records) (2013)
- Sunrise - A Cantata on texts by Edvard Munch (ECM Records) (2013)
- Ophelia's Arrival-Minotauros (Grappa) (2014)
- A passion for John Donne (ECM Records) (2014)
- Frolandia (Grappa) (2015)
- album met muziek van Béla Bartók, Claude Debussy en Maurice Ravel (2015)
- Sanger om tilhørighet (Grappa) (2016)
- Images/Shimmering (Grappa) (2016)
- Suite of poems met Anneli Drecker (ECM Records) (2018)

## Prijzen
- Spellemannsprisen, 1974 voor Berget det blå
- Riksmålsforbundets litteraturpris, 1988
- Mads Wiel Nygaards legat, 1989
- Gammleng-prisen, 2001